# Istra (město)
Istra (rusky Истра) je město v Moskevské oblasti v Ruské federaci. Při sčítání lidu v roce 2010 mělo přes pětatřicet tisíc obyvatel.

## Poloha
Istra leží na stejnojmenné řece přibližně 56 kilometrů na severozápad od Moskvy, hlavního města celé federace.

## Dějiny
První zmínka o Istře je z roku 1589, kdy se nazývala Voskresenskoje (Воскресенское). V roce se stala se jménem Voskresensk (Воскресенск). Současný název podle řeky Istry je z roku 1930.

## Partnerská města
- Rakovník, Česko